# Shaogang (socken i Kina, Tibet)
Shaogang (kinesiska: 少岗, 少岗乡) är en socken i Kina. Den ligger i den autonoma regionen Tibet, i den sydvästra delen av landet, omkring 180 kilometer sydväst om regionhuvudstaden Lhasa. Antalet invånare är 2 344. Befolkningen består av 1 214 kvinnor och 1 130 män. Barn under 15 år utgör 25,0 %, vuxna 15-64 år 68 %, och äldre över 65 år 6,0 %.
Genomsnittlig årsnederbörd är 686 millimeter. Den regnigaste månaden är juli, med i genomsnitt 176 mm nederbörd, och den torraste är december, med 6 mm nederbörd.